# 1865 na música

## Nascimentos
| Data          | Nome                                | Profissão  | Nacionalidade | Observações | Ref |
| ------------- | ----------------------------------- | ---------- | ------------- | ----------- | --- |
| 10 de Agosto  | Aleksandr Konstantinovitch Glazunov | compositor | Rússia        | m. 1936     |     |
| 1 de Outubro  | Paul Dukas                          | compositor | França        | m. 1935     |     |
| 8 de Dezembro | Jean Sibelius                       | compositor | Finlândia     | m. 1957     |     |

## Mortes
| Data          | Nome          | Profissão          | Nacionalidade | Observações | Ref |
| ------------- | ------------- | ------------------ | ------------- | ----------- | --- |
| 28 de Janeiro | Felice Romani | escritor de óperas | Itália        | n. 1788     |     |